# Eutropiichthys britzi
Eutropiichthys britzi és una espècie de peix de la família dels esquilbèids i de l'ordre dels siluriformes.

## Morfologia
- Els mascles poden assolir 18,5 cm de longitud total.
- Nombre de vèrtebres: 52-54.[4]

## Hàbitat
És un peix d'aigua dolça i de clima tropical.

## Distribució geogràfica
Es troba a Àsia: conques dels rius Irrawaddy i Sittang a Myanmar.